# Édouard Delhaize
Pour les articles homonymes, voir Delhaize (homonymie).
Édouard Delhaize, né le 23 novembre 1835 à Ransart et mort le 29 octobre 1888 à Anderlecht, est un chef d'entreprise belge.
Il est l'un des principaux fondateurs de l'enseigne Delhaize le Lion.

## Biographie
En 1861, Édouard Delhaize entame sa carrière dans l'enseignement. D'abord surveillant à l'athénée royale de Mons, il devient professeur de français en 1862 et épouse Joséphine Marsigny avec qui il aura 4 enfants (Agathe, Jacques, Louis, Jules). En 1867, il devient professeur rhétorique à l'athénée royal de Namur.
En 1871, il met fin à sa carrière pour créer avec ses frères, Jules et Adolphe ainsi que son beau-frère Jules Vieujant la société en commandite simple « Delhaize Frères et Cie ». À la suite du départ d'Adolphe Delhaize en 1874, la société est dissoute et une nouvelle société portant le même nom est créée.
Édouard, son frère Jules et son beau frère Jules Vieujant, reprennent alors les succursales de Charleroi, Marchienne-au-Pont, La Louvière, Mons, Tournai, Leuze, Gand, Eecloo, Molenbeek, la maison centrale de Bruxelles et un immeuble à Charleroi.
Son frère Léopold Delhaize rejoint alors également la société. Il veille à l’harmonisation du service et de la présentation des marchandises, mais aussi à la politique de prix intéressante en raison de la politique d’achat groupé réalisée par une « centrale »,. 